# Peribáñez y el Comendador de Ocaña
Peribáñez y el Comendador de Ocaña és una obra de teatre de Lope de Vega.

## Argument
El comendador s'enamora de la jove dona de Peribáñez i vol aprofitar el seu càrrec per seduir-la. Ella es nega a tenir-hi relacions i ell vol utilitzar la proximitat de la seva cosina, Inés, a qui emparella amb un noble al seu servei, per tornar-ho a intentar. Mentrestant, envia Peribáñez a la guerra per tenir el camí lliure. Aquest, però, torna en secret a casa seva just a temps per salvar la seva esposa, Casilda, dels intents de violació del Comendador, a qui assassina. També mata els dos còmplices, ple de gelosia. La notícia de les morts arriba a oïdes del rei, el qual convoca Peribáñez per jutjar-lo. Quan sent la seva versió de la història, no solament l'indulta sinó que li fa diversos regals.

## Anàlisi
La peça s'emmarca en la mateixa temàtica que la cèlebre Fuenteovejuna: l'honor marital d'un home del poble es veu amenaçat per l'abús de poder dels senyors. La conducta correcta dels afectats acaba en un final feliç malgrat la diferència de classe. Com en altres peces de l'època, s'intercalen peces líriques per variar la mètrica del conjunt, com per exemple la cançó del casament. Tota l'acció té lloc en tres actes i divuit quadres o escenes. El tema central de l'honor és propi del barroc, període al qual pertany aquesta obra.